# Jöns Engström (konstnär)
Johan (Jöns) Nilsson Engström född 29 maj 1847 i Östraby socken, Malmöhus län, död 13 november 1904 i Stockholm, var en svensk grafiker och litograf.
Han var son till Nils Andersson och Bengta Nilsdotter. Bland hans bevarade arbeten märks hans exlibris som framställdes för Eugène von Rosens räkning och fyra etsningar på Nationalmuseum.